# Lusitanops
Lusitanops é um gênero de gastrópodes pertencente a família Raphitomidae.

## Espécies
- Lusitanops blanchardi (Dautzenberg & Fischer, 1896)[3]
- Lusitanops bullioides (Sykes, 1906)[4]
- Lusitanops cingulatus Bouchet & Warén, 1980[5]
- Lusitanops dictyota Sysoev, 1997
- Lusitanops expansus (Sars G.O., 1878)[6]
- †Lusitanops gigasei Marquet 1998 [7]
- Lusitanops hyaloides (Dautzenberg, 1925)[8]
- Lusitanops lusitanicus (Sykes, 1906)[9][10]
- Lusitanops macrapex Bouchet & Warén, 1980[11]
- Lusitanops sigmoideus Bouchet & Warén, 1980[12]

Espécies trazidas para a sinonímia
- †Lusitanops bulbiformis Lozouet, 1999:[13] sinônimo de †Pseudolusitanops bulbiformis (Lozouet, 1999) (combinação original)
- Lusitanops cingulata:[14] sinônimo de Lusitanops cingulatus Bouchet & Warén, 1980
- Lusitanops expansa (Sars G. O., 1878):[15] sinônimo de Lusitanops expansus (Sars G. O., 1878)
- Lusitanops lusitanica [sic]: sinônimo de Lusitanops lusitanicus (Sykes, 1906)
- Lusitanops sigmoidea:[16] sinônimo de Lusitanops sigmoideus Bouchet & Warén, 1980